# 369088 Marcus
För andra betydelser, se Markus (olika betydelser).
369088 Marcus eller 2008 GG44 är en asteroid i huvudbältet,  och upptäcktes 12 mars 2008 av EURONEAR-projektet vid La Silla-observatoriet i Chile. Den har fått sitt namn efter den rumänska astronomen Ella Marcus.